# Klocka

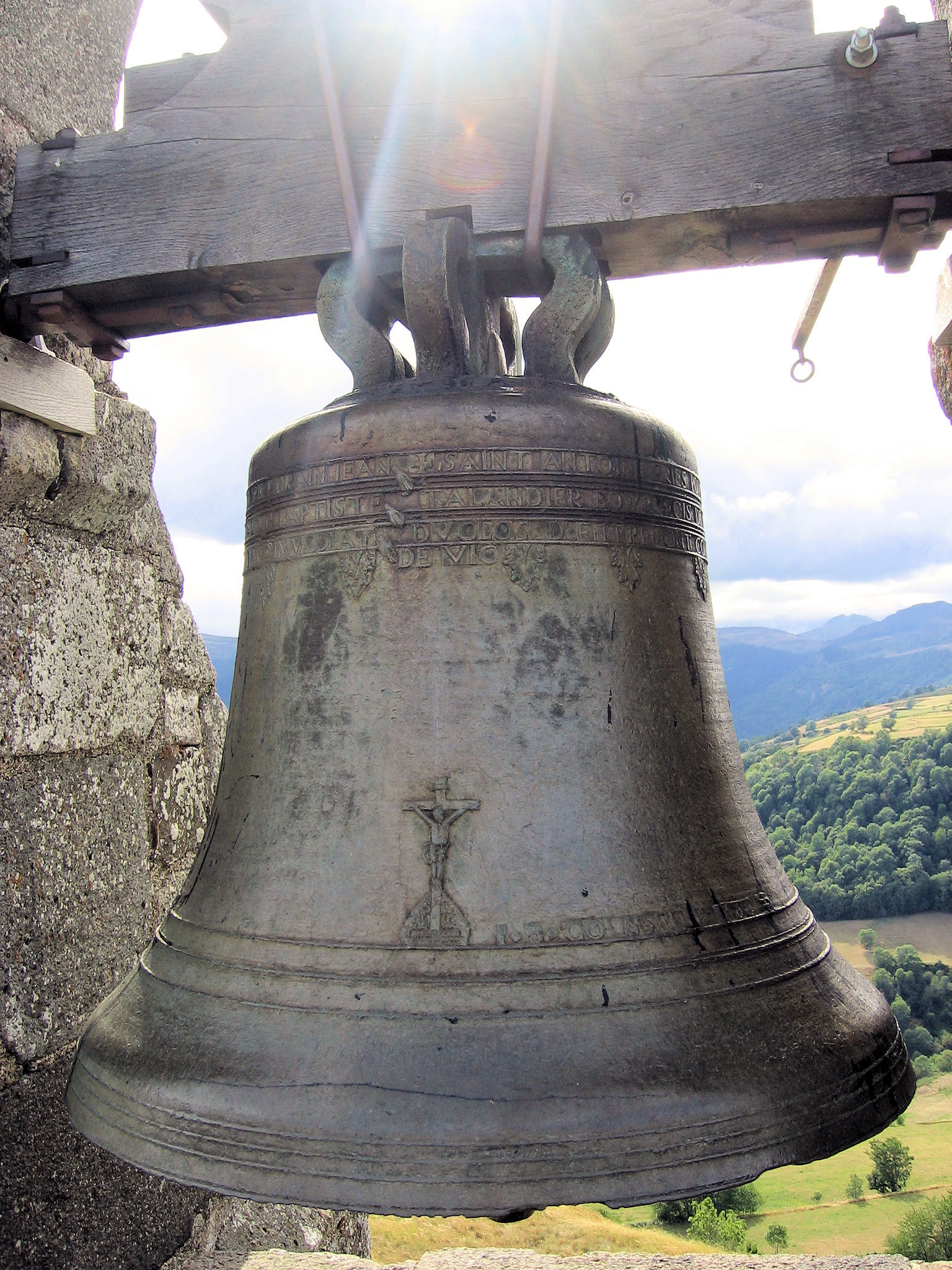
En klocka i Chapelle Saint-Antoine i Cantal, Frankrike

En klocka var ursprungligen en gjuten uppochnedvänd skål i metall och ett redskap avsett för ljudalstring, så kallad ringning. Den var således ett slagverksinstrument och en idiofon. Det senare betyder att slagverksinstrumentet har en efterklang i sig, och det är en tydlig och helt uppenbar egenskap hos klockan. — I denna artikel behandlas klockans historia fram till och med kristendomen, liksom klockans användning runtom i världen och även praktiskt i vardagslivet och inuti maskiner, etc. 

## Ordet klocka
Ordet klocka kommer från latinets ord cloca och/eller keltiskans clocca. På senlatin kallas dock klocka även campana efter landskapet Kampanien (liksom i italienskan). Läran om klockor kallas följaktligen kampanologi.

## Allmänt om användning

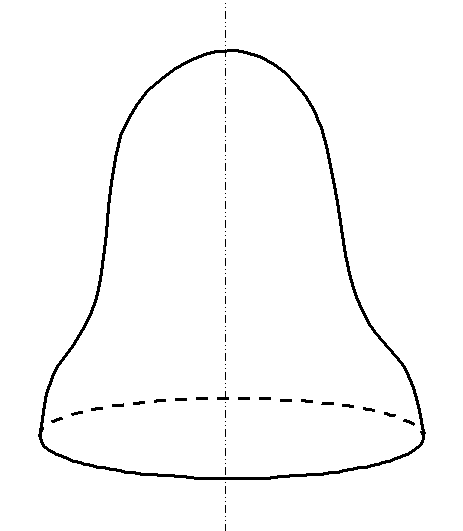
Schema över en vanlig typ av kyrkklocka

### Användning inom kristendomen
Klockor har lång historia under människans utveckling (se nedan under rubriken Historia) och har senare i stor utsträckning använts inom den kristna religionen i västvärlden i kyrkorna (se närmare om dessa i artikeln kyrkklocka). Klockor har även använts profant i västvärlden (se nedan).
Ringning med klocka (klockringning) sker i regel i västvärlden med en inuti klockan hängande kläpp av smitt järn, till skillnad från i Orienten, där det oftast sker utifrån med en fritt hängande stock och liknande.
Information om klockgjutning finns också i artikeln Kyrkklocka.

### Annan användning

#### Slagklockor
Klockor förekommer ofta på offentliga byggnader som till exempel rådhus, stadshus med mera. Klockor förekommer även inom religionen i tempel och liknande i Orienten.
På en så kallad slagklocka i tornur och i klockspel sker anslaget utifrån eller inifrån med en hammare.

#### Handklockor

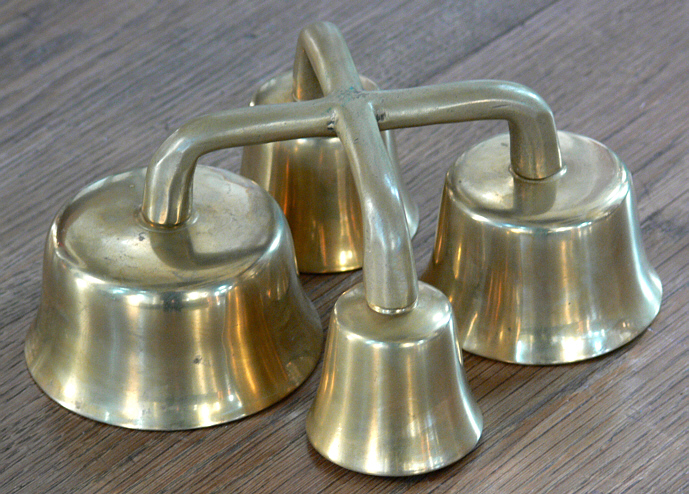
Handklockor som används i den katolska mässan

Handklockor har också använts för olika ändamål till exempel inom skolan och inom musiken (se nedan under Klockor som musikinstrument. Klockspel), men även i katolskt kristna gudstjänster, så kallade primklockor eller Sanctusklockor vid något som kan liknas vid gudstjänstens höjdpunkt, Sanctus.

#### Andra klockor
Mindre klockor, ringklockor, används i hela världen för en mängd ändamål inom bland annat elektroniken, elektriska ringklockor, och även på till exempel på cyklar) och på väckarklockor. Termen ringklockor används ibland också som avskiljande begrepp för att skilja klockor som används för klockringning från slagklockor som ingår i klockspel och tornur.
Vällingklockan på stora gårdar, som förr användes för att sammankalla gårdsfolket vid middagsservering och liknande är också en användning av klockan.

### Klockor som musikinstrument. Klockspel
Vissa klockor används som musikinstrument, såsom klockspel. Sedan år 1900 tillverkas sådana klockor i Belgien, Nederländerna, England och USA och de stäms och kan användas för fullt harmonisk musik. Ett annat klockspel med metallrör är så kallade Tubular bells, ”rörliknande, tubliknande ’tubulära’ klockor”.
Flera “klockspelare” kan använda handklockor med olika toner för att spela melodier. Change ringing kan även utföras på detta sätt med handklockor. Change ringing med stora klockor kan även jämföras med ett klockspel (se närmare om detta ovan under föregående rubrik, seder kring ringningstekniken i olika länder i västvärlden).

## Historia
Klockor har förmodligen använts av mänskligheten under flera tusen år och har ett visst samband med hur länge människan har kunnat gjuta och tillverka olika legeringar mellan olika metaller.
Större och mindre klockor, med eller utan sammanhang med kulten (kulten kunde i vissa fall ske i bostäderna), har i forntiden använts av egyptier, assyrier, greker, romare, kineser och andra asiatiska folk. Stora klockor i kyrktorn infördes av den kristna kyrkan.

### Klockornas ursprung i Mellanöstern. Den förmodat äldsta klockan

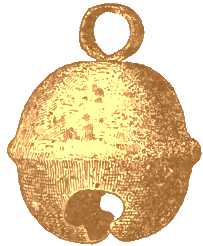
En bjällra i koppar gjord av nordamerikanska indianer före Columbus

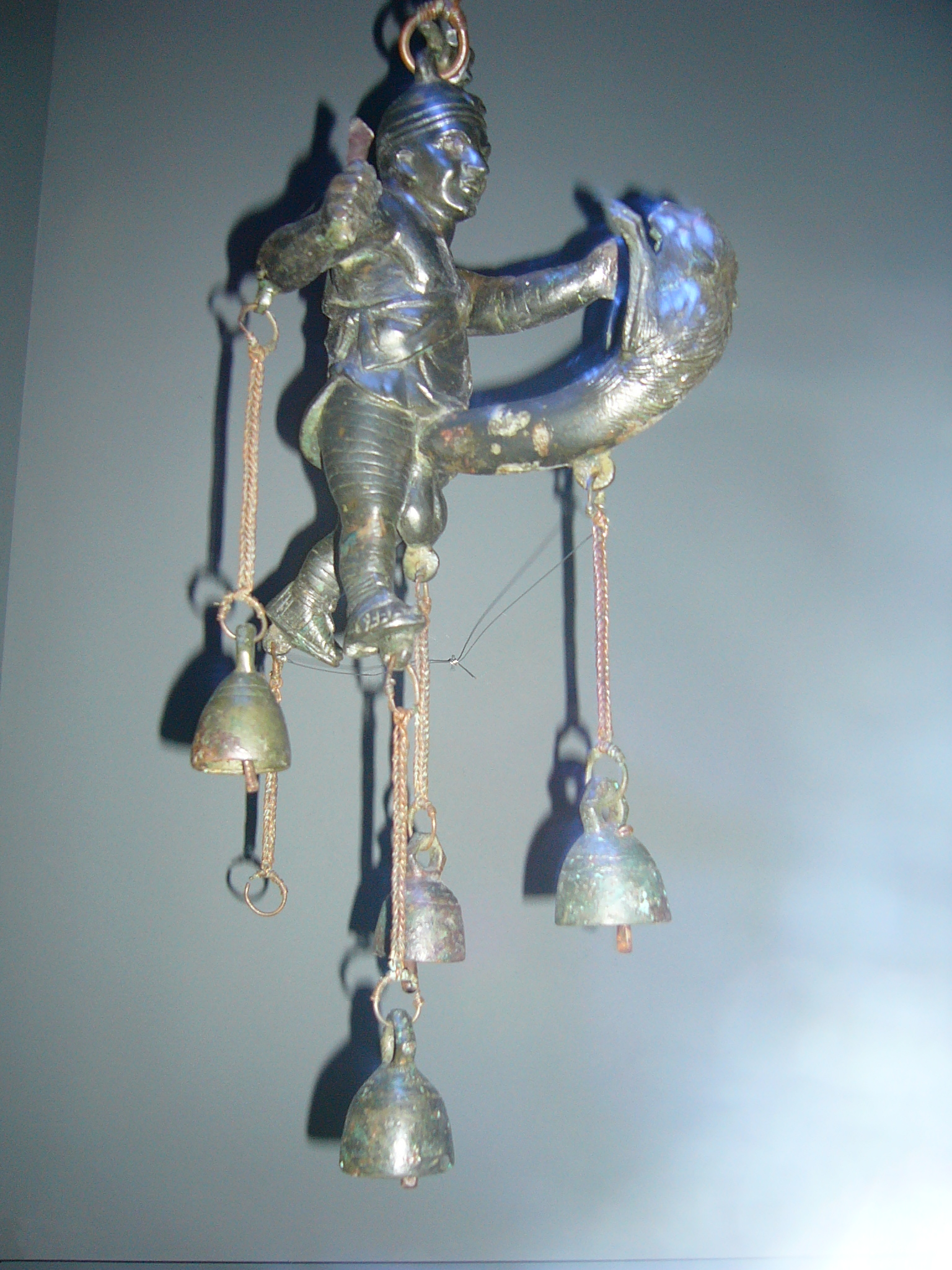
Små klockor på en figur, som hittats vid utgrävningar i Herculaneum vid Pompeji

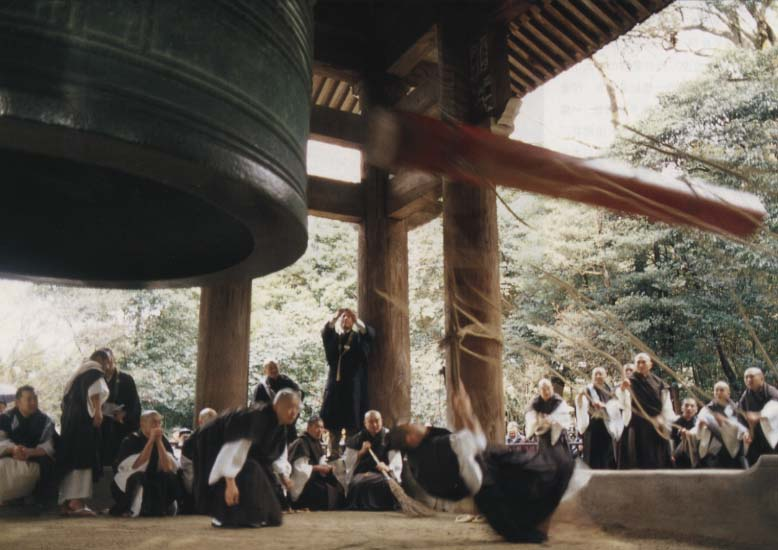
En stor klocka, i det buddhistiska Kiyomizu-dera-klostret i Kyoto, Japan, rings här av munkar på österländskt vis. Sådana stora klockor kallas Kane på japanska

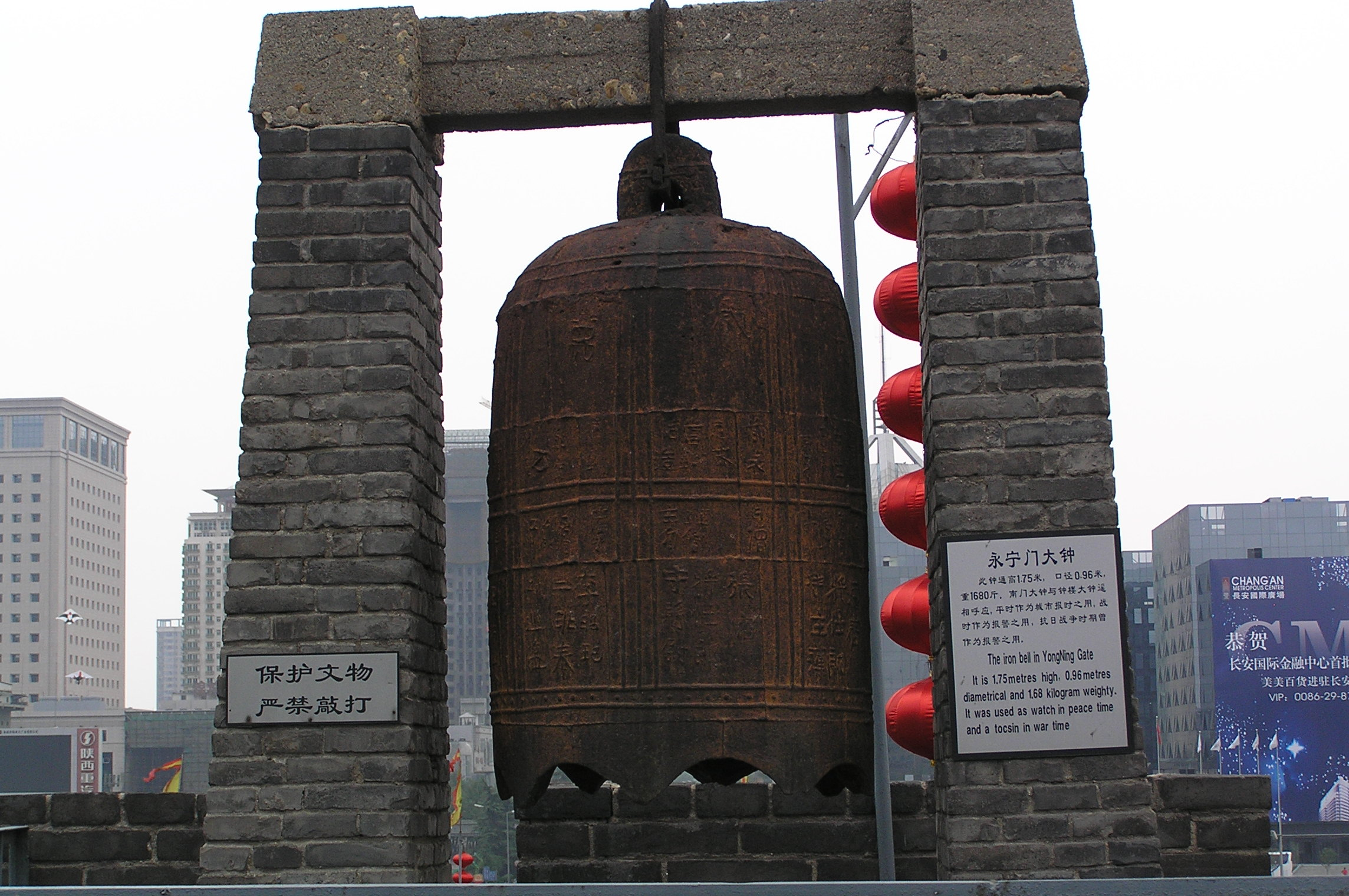
En stor klocka av järn vid Yong Ning Min – "Yong Ning-porten" – i stadsmuren runt den gamla huvudstaden Xi'an i Kina

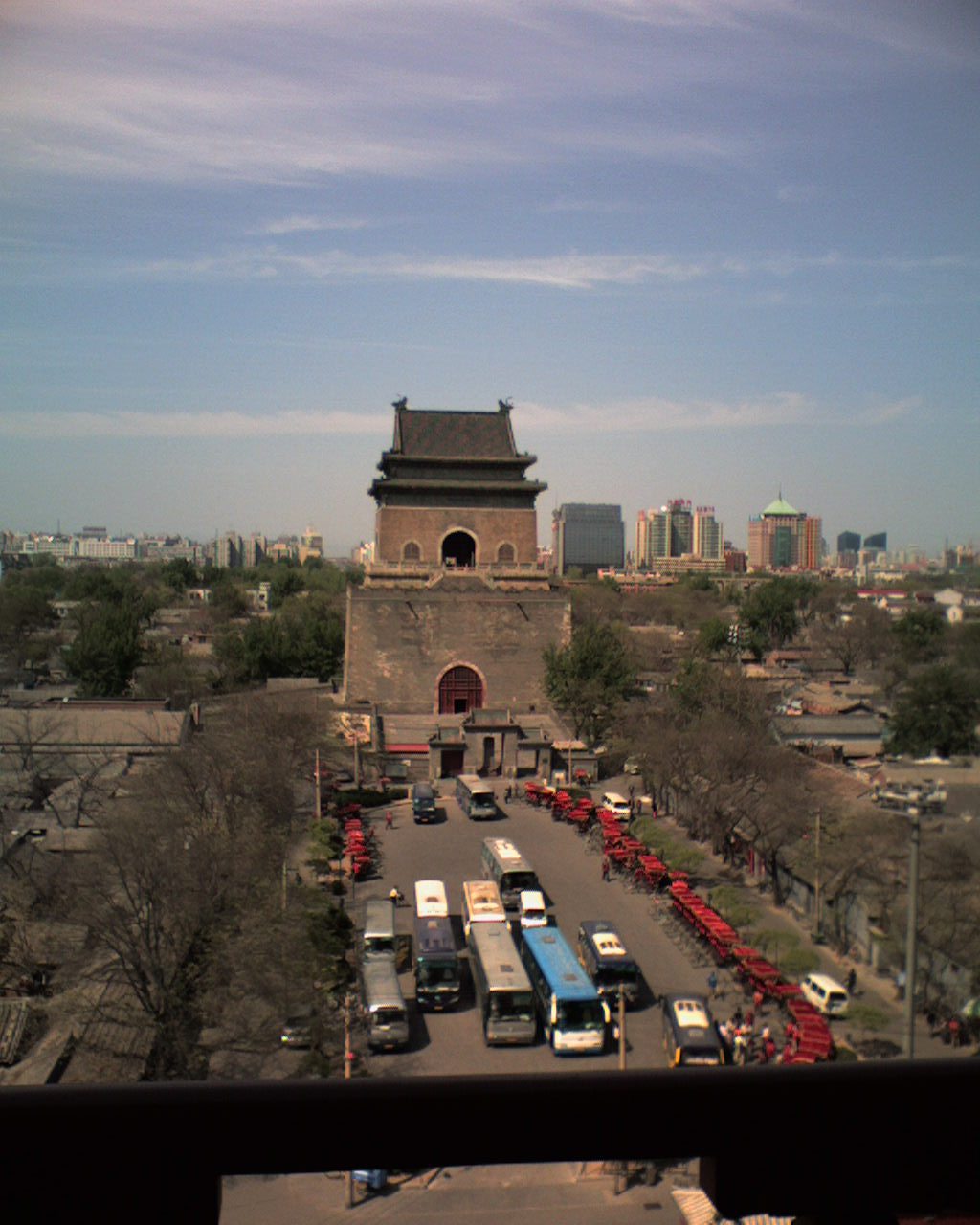
Klocktornet i Peking, sett från Trumtornet i söder

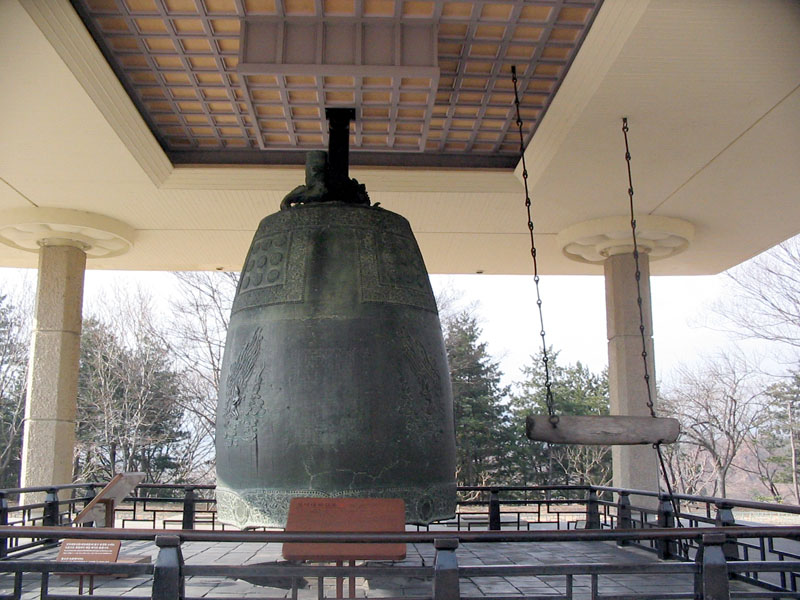
Den största klockan i Sydkorea – Kung Seongdeoks klocka – väger 25 ton och är gjuten i det sydkoreanska riket Silla på 700-talet. Den listas nedan under rubriken Lista över världens tyngsta klockor där mer information och också ytterligare en bild på den finns.

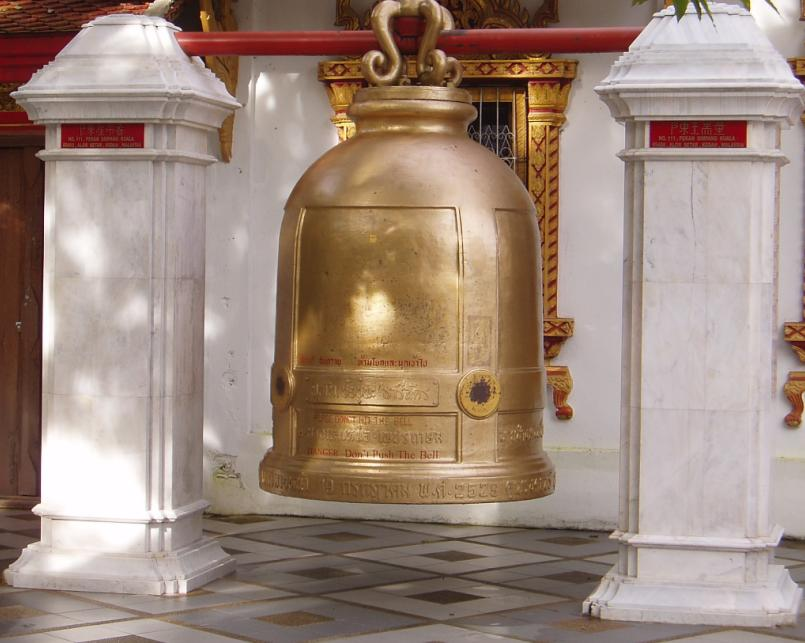
En tempelklocka i Thailand

Antagligen har klockorna i sin nuvarande form sitt ursprung i Mellanöstern. Den äldsta nu kända gjutna klockan, som inte är av kinesisk typ (i Kina finns äldre exemplar som har framgått av uppgifterna ovan i föregående avsnitt), har hittats vid en gammal utgrävning av den gamla assyriska staden Nineve vid floden Tigris norr om Mosul i nuvarande norra Irak. Dess ålder har skattats som cirka 3000 år gammal och är gjuten i brons och är bara 8 cm hög. Den var helt cylindrisk till skillnad från våra mer koniska former. Uppe på klockans krön ovanför mantelytan finns på denna klocka två relieffigurer eller skulpturer, som dekoration, samt två öglor för att klockan ska kunna hållas i eller hängas upp.

### Klockor i tidiga Romarriket
Klockor i Romarriket kunde användas för att samla till bad, eller som reklam för att kalla kunder till marknader på torgen, till skydd för barnen mot demoner, i tempel med mera. De första religiösa klockor man känner till i västvärlden är tempelklockorna vid Jupitertemplet i Rom, där de hängdes upp i en gavel.
Klockor var bland annat en samlingssignal och det var en mycket vanlig användning i Romarriket. Därför var de första kristna i kristendomens urtid bestämt avvisande mot klockor och ringning och den inställningen hölls vid liv i flera hundra år. När man kallade församlingen till gudstjänst skedde det först dels muntligen (då församlingen ännu var liten), sedan alltmer genom utropare, dels genom trumpetstötar (trumpet efter en förebild i Gamla testamentet) eller genom slag mot en simandron, ett slags ljudapparat av trä eller metall, som under sitt gamla namn simandron ännu begagnas i små kyrkor i Grekland och på vissa andra platser under påsken.

## Klocktraditioner i Orienten
I Orienten är de traditionella klocktyperna tempel- och palatsklockor, dels små, som bringades ljud i genom ett skarpt slag med en pinne, dels väldigt stora, som bringades ljud i genom ett slag utifrån av en stor fritt hängande stock. Denna teknik används i hela världen för de största torn- och tempelklockorna, eftersom klockan annars, om hela klockan svängdes, skulle förstöra byggnadsstrukturer omkring klockan.

### Buddhistiska och japanska religiösa klockor
Japanska shintoistiska och buddhistiska klockor används i religiösa ceremonier vilket också gäller i andra buddhistiska länder som Myanmar och Thailand med flera. De små klockor som används inne i templet kallas Suzu, som är en homofon som betyder både "kylig" och "uppfräschande". Det är sfäriska (klotrunda) klockor med metallhängen, som frambringar ljud från insidan. Mycket större (bland de största i världen), delvis cirkulära och halvrunda, skålformade klockor finns oftast i särskilda klockhus vid templen och ser mer ut som europeiska klockor. De är öppna neråt, men saknar de svängda former, som senare utvecklats i Europa. Dessa former har även klockorna i det kinesiska musikinstrumentet bianzhong stor utsträckning (se nästa avsnitt). I Japan kallas dessa stora klockor i buddhistiska templen Kane, ja:鈴, ja:梵鐘 och ljudet frambringas alltså genom att stockar stöts mot klockan vid ringningen. Dessa klockor används vid olika ceremonier och under de sista minuterna innan tolvslaget vid nyår.
I andra buddhistiska länder används också klockor i religiösa ceremonier. I till exempel Tibet används tibetanska tingshaklockor, som är ett mellanting mellan cymbaler och klockor. I Burma används mycket stora klockor vid buddhisttemplen och liksom i Japan används här också stockar vid ringningen (se bilder och mer om de två största burmesiska klockorna nedan under Lista över världens tyngsta klockor.

### Antika klockor i Kina och Korea
I antikens Kina gjordes bronsklockor som kallades bianzhong eller zhong (鐘), som användes som musikinstrument. Vissa av dem är 2 000 till 3 600 år gamla och varje klocka kan alstra två toner. De hade vanligen inskriptioner som vetenskapsmän och studenter använde som referenser för att studera gamla antika kinesiska skrifter, så kallade bronsinskrifter. Detta klockspel importerades även till Korea och kallades där Pyeonjong.
Ett annat besläktat gammalt antikt kinesiskt musikinstrument kallas qing (磬 pinyin qing4), men det gjordes av sten istället för av metall.

#### Klockor i Peking
I Inre staden i Peking i Kina, rakt norr om Förbjudna staden, står Klocktornet med en 500 år gammal bronsklocka, som väger 63 ton. Det finns också en ännu äldre 50 tons järnklocka, som tidigare använts i Klocktornet, men den står nu istället vid Trumtornet. Bronsklockan användes till år 1924, tillsammans med trummorna, för att bland annat markera tiden. Bronsklockan användes då för att markera det klockslag som enligt västerländsk tideräkning motsvarar klockan 19.00 på kvällen, medan trummorna också kunde markera andra klockslag, bland annat kinesiska kvartar ke. Den användes också vid det kinesiska nyåret. Idag är tornet ett museum för turister och klockan används endast sporadiskt.

### Bildgalleri över ostasiatiska klockor

#### Kina och Thailand

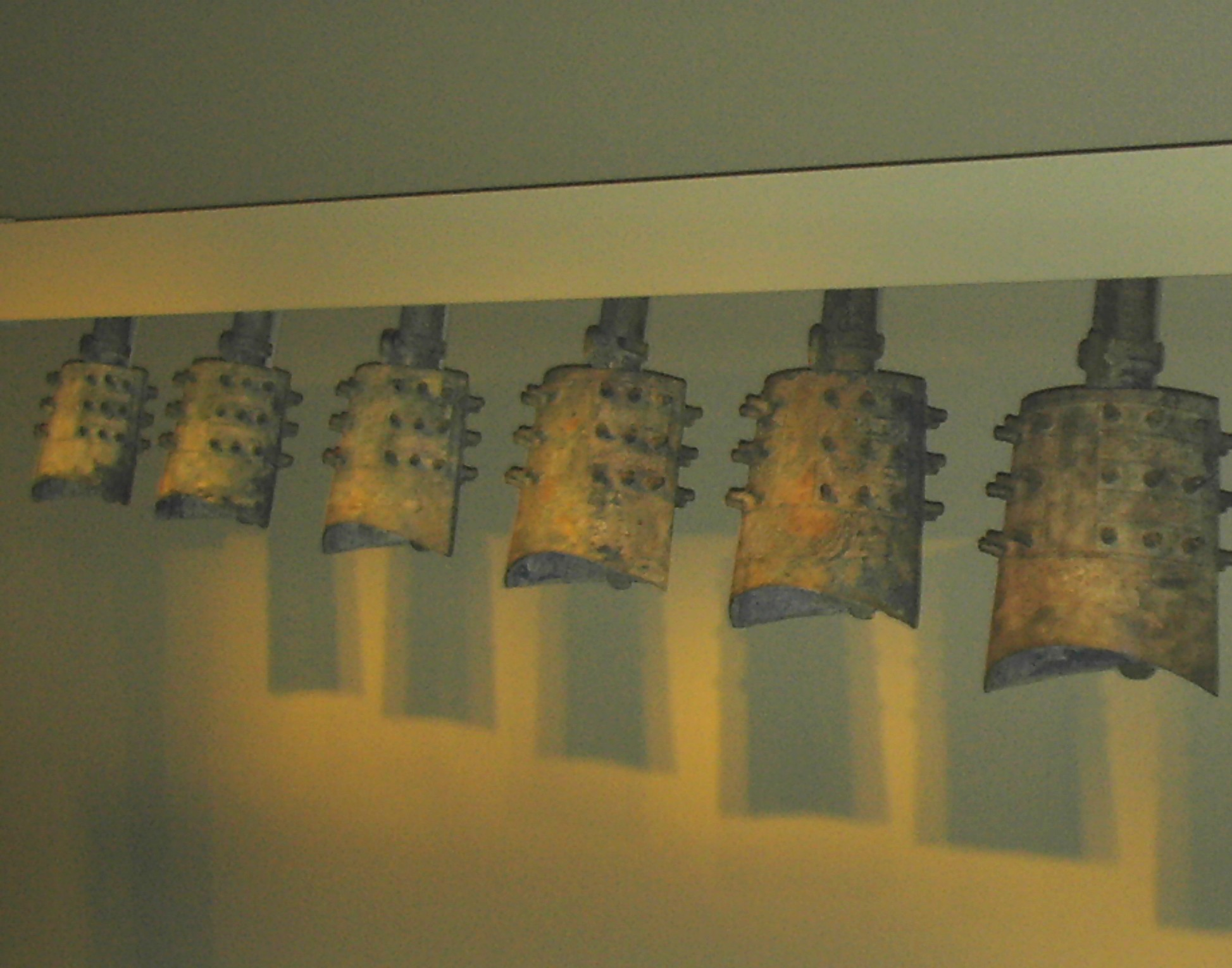
Bronsklockor från Zhoudynastin
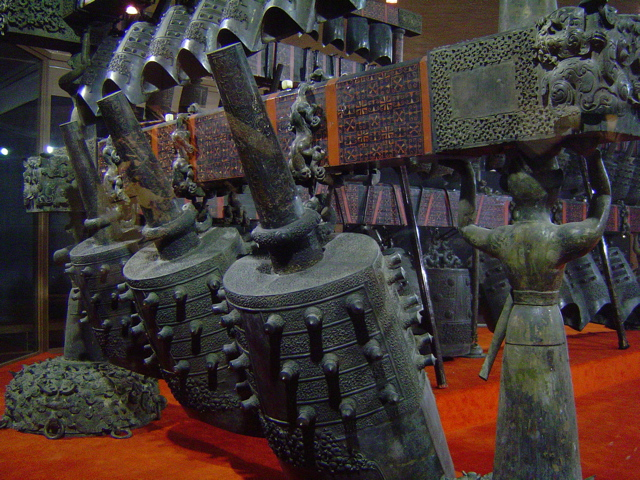
Antika kinesiska klockor från den historiska perioden De stridande staterna. De finns idag i Hubeis provinsmuseum i Wuhan i Kina
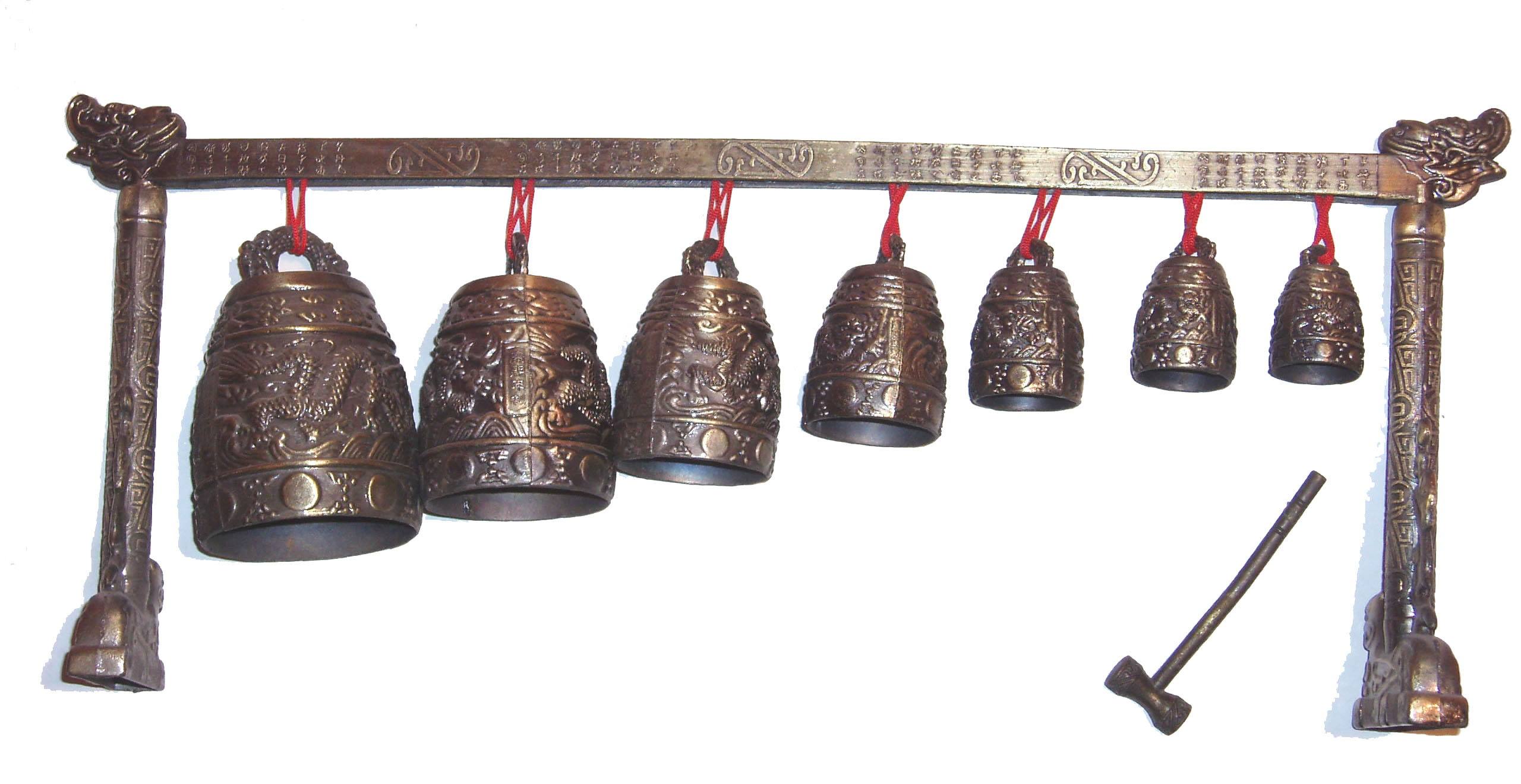
Ett antikt klockspel med tillhörande hammare
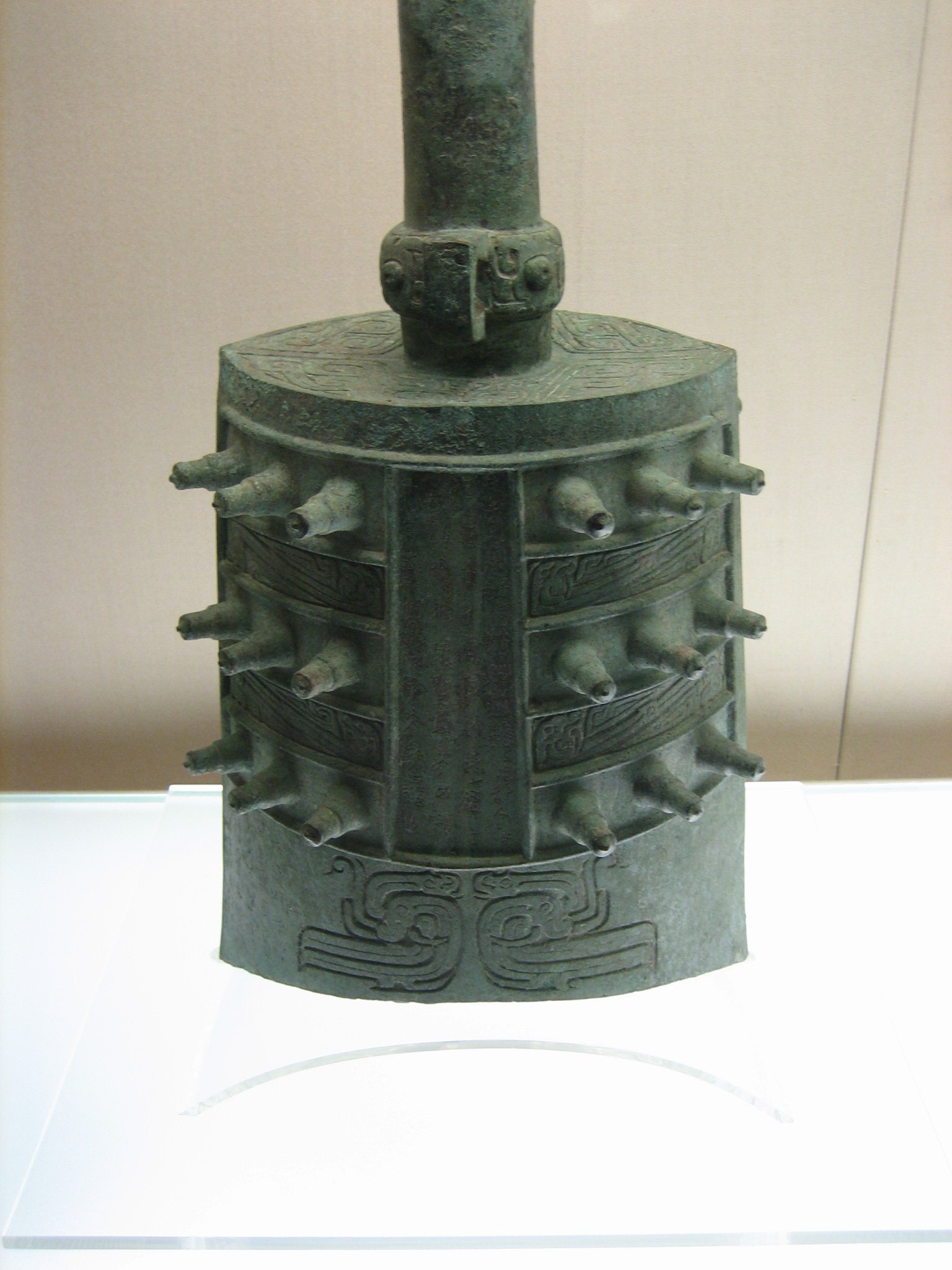
Den antika Liangqi-klockan (pinyin: Liangqi Zhong). Den liknar klockorna i Wuhan på bilden här ovan
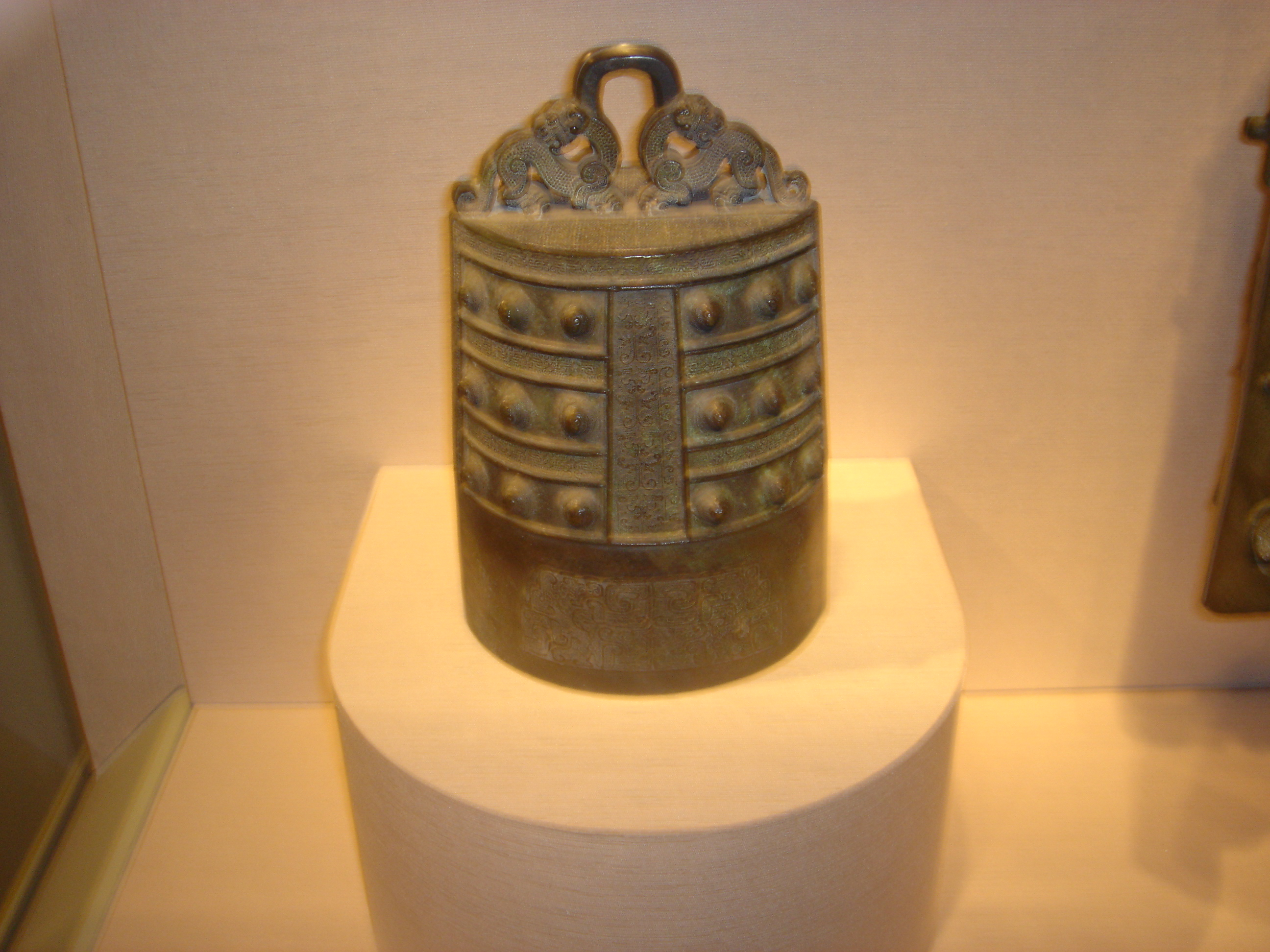
Ännu en antik klocka från Kina
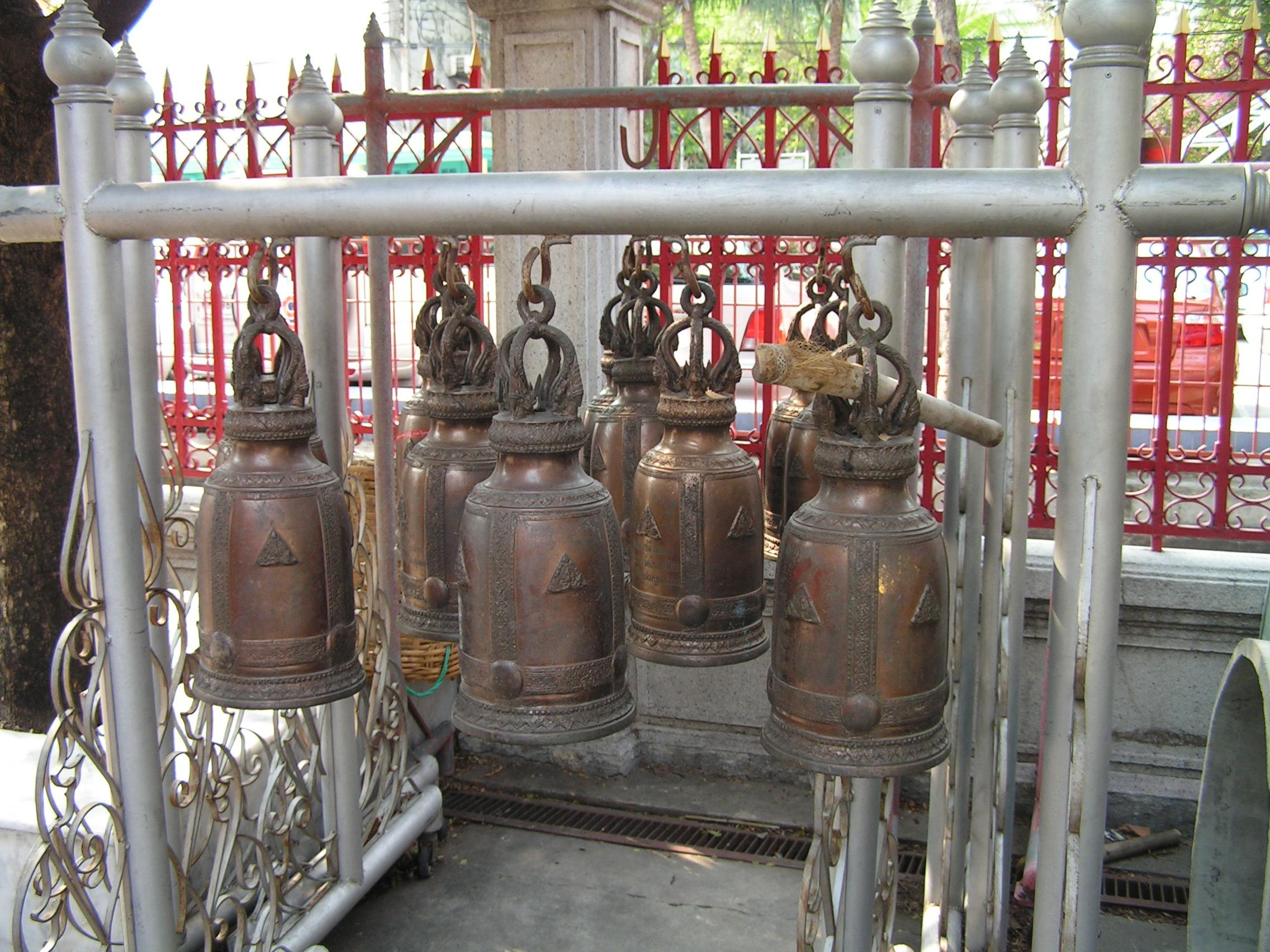
Flera stycken tempelklockor i en ställning i Thailand

#### Korea och Japan

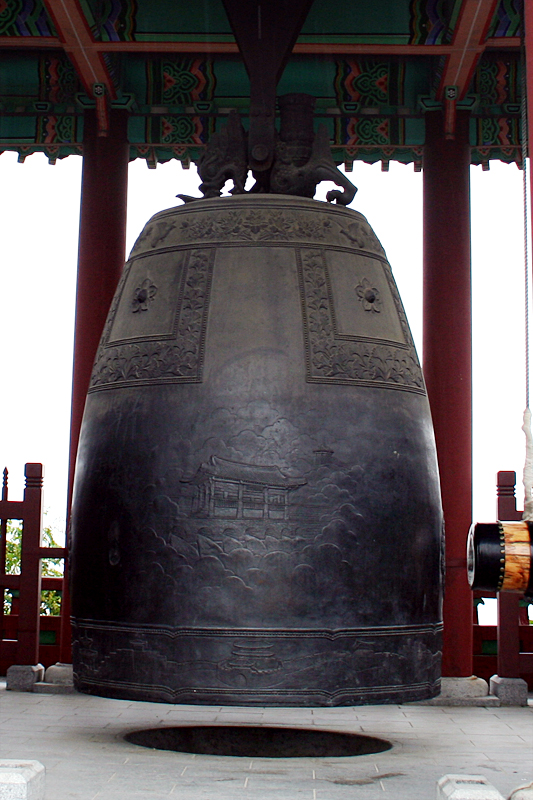
En koreansk klocka vid Hwaseongs fästning
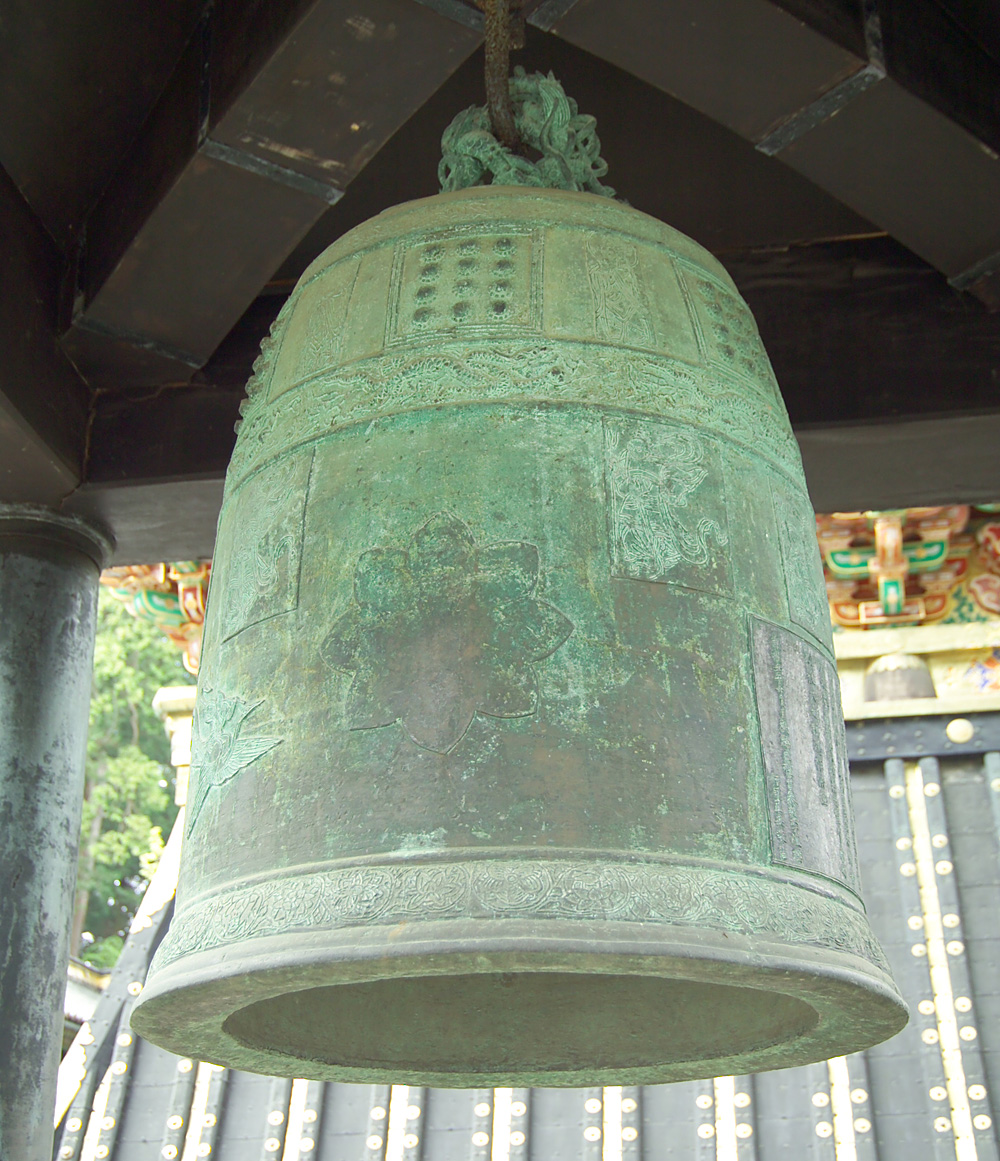
Klockan Toshogu i Nikko, Tochigi prefektur i Japan - 東照宮（栃木県日光市）
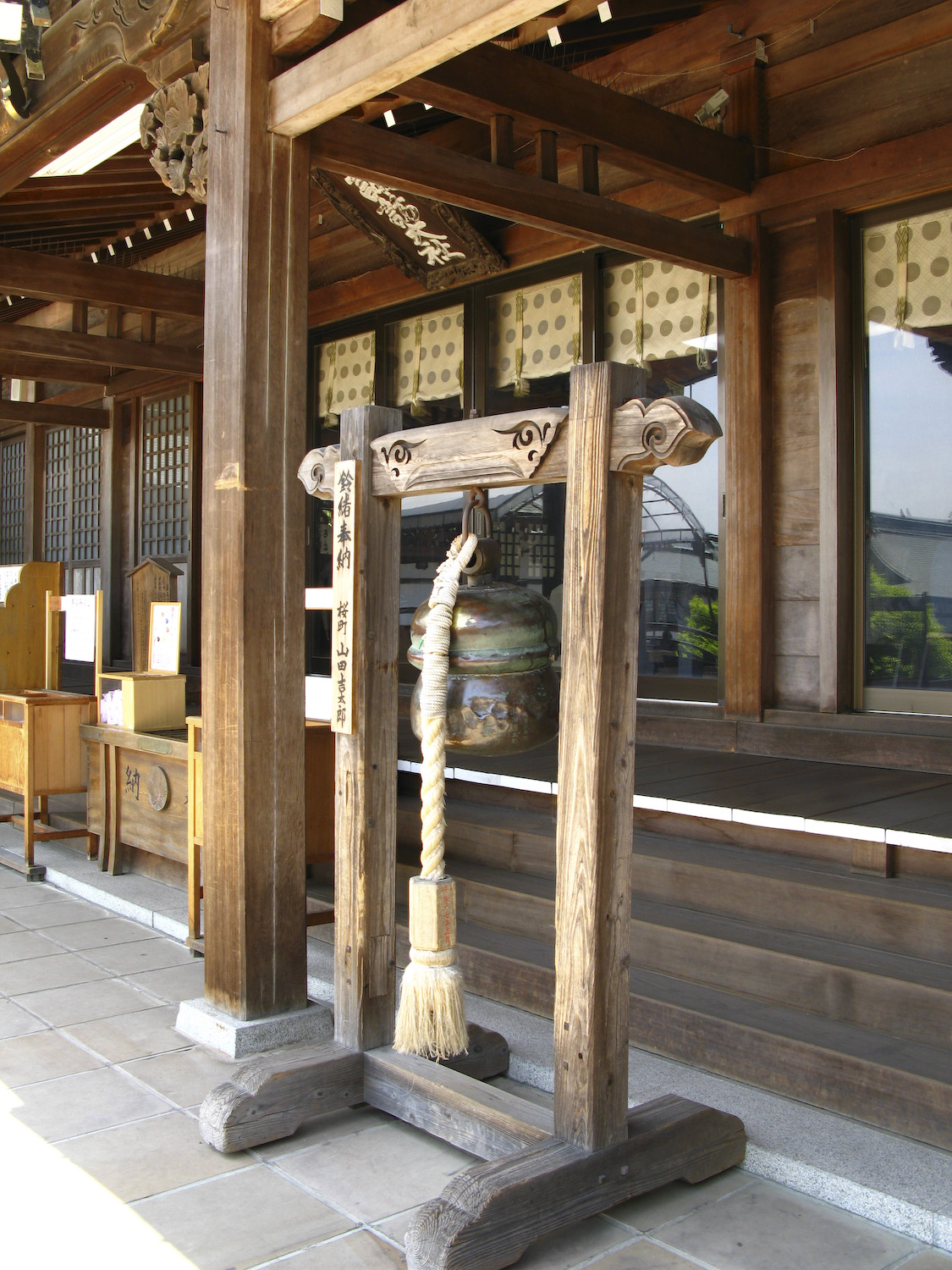
Tempelklocka i Nagasaki
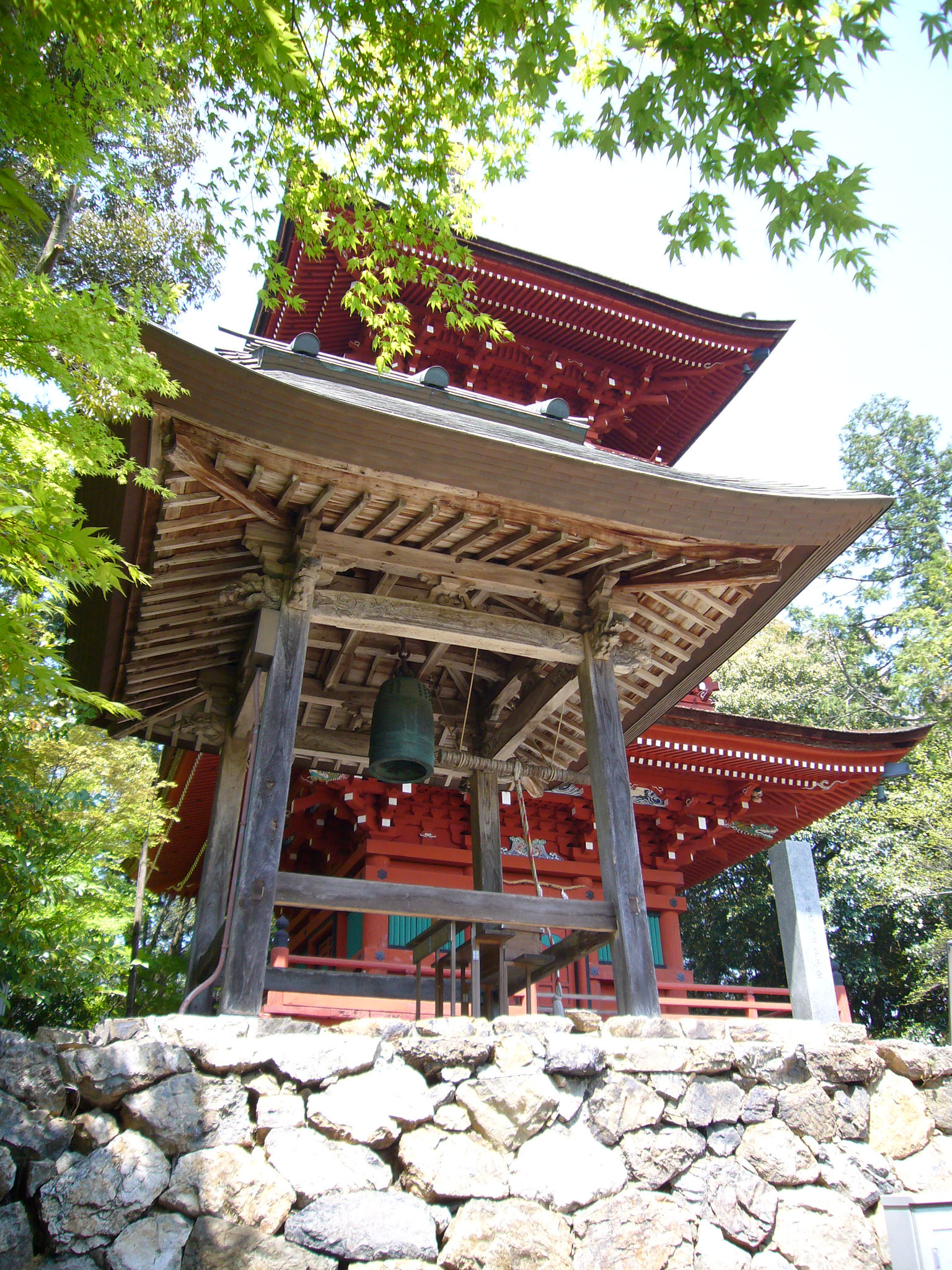
Klockhus vid ett tempel (snett till vänster om tornet)
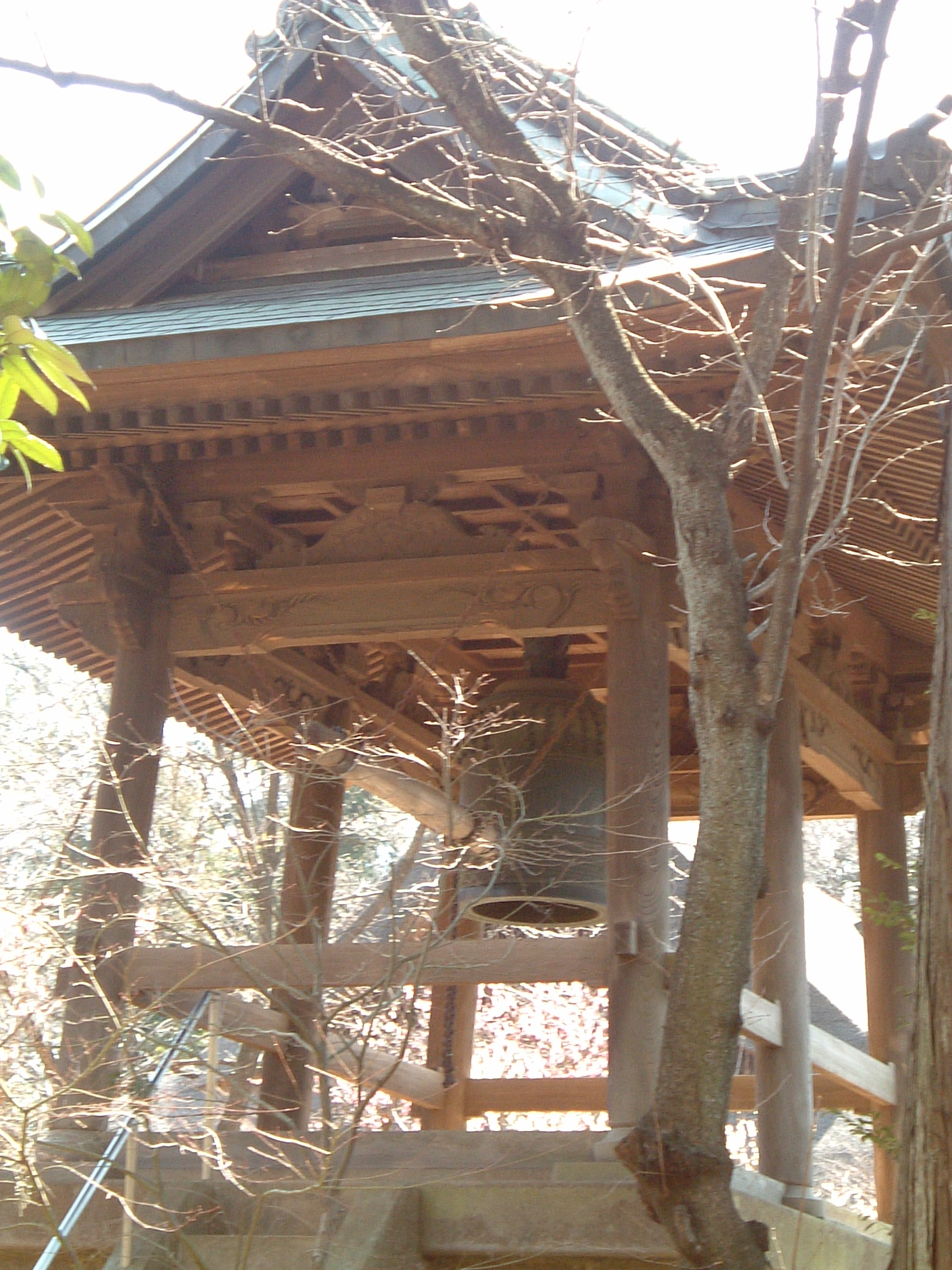
Heirinji-templets klocka i Niiza, Saitama

## De största klockorna i världen och i Europa

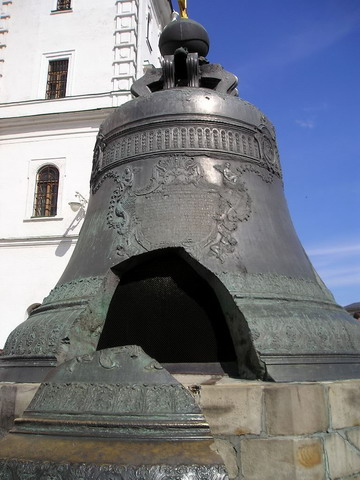
Tsarklockan i Kreml i Moskva

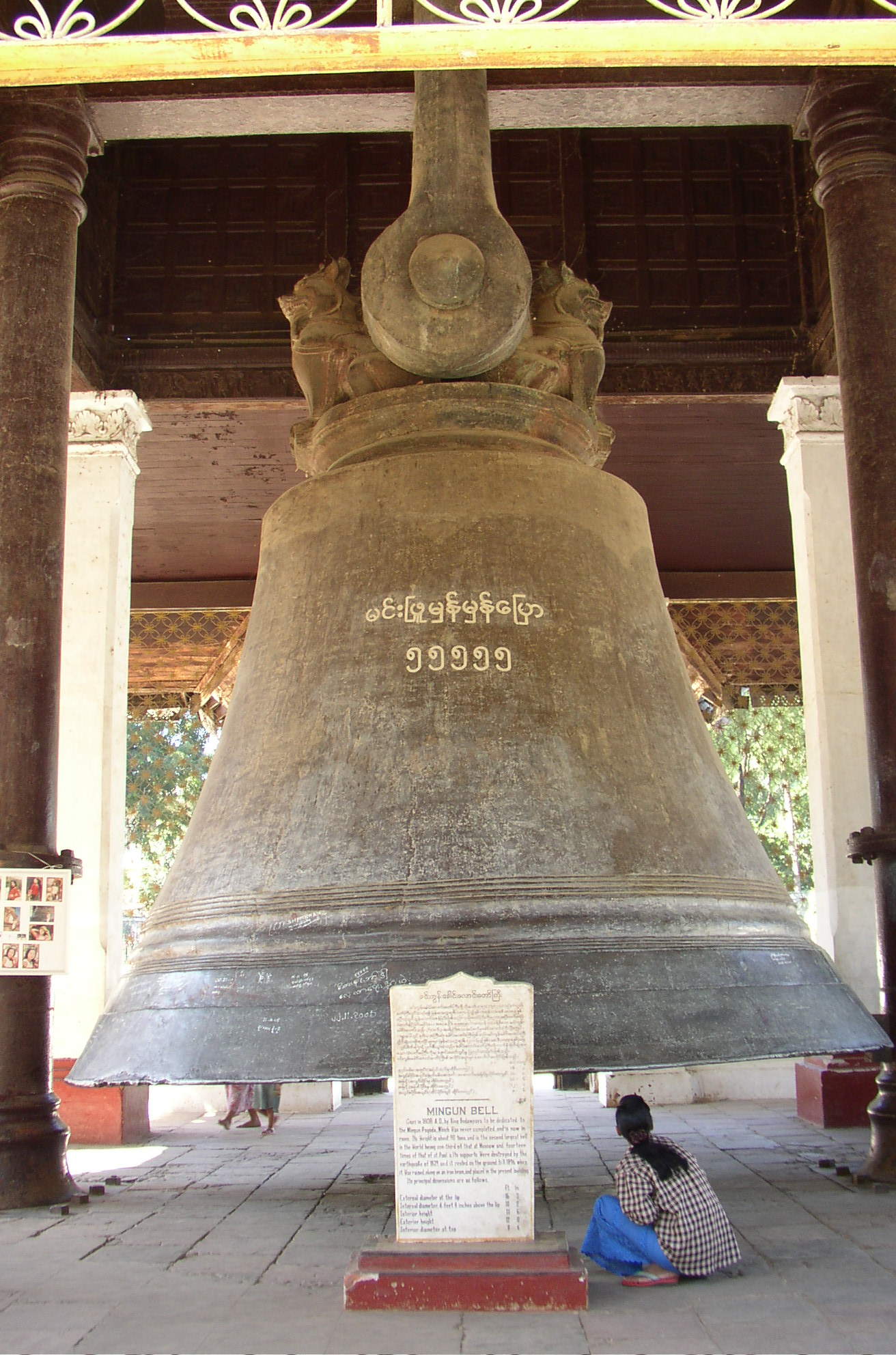
Mingun-klockan i Mingun i Burma väger 55 555 viss, eller 97 ton. Klockans storlek framgår av bilden om man jämför med kvinnan som sitter framför den

Stora och berömda klockor är bland annat följande klockor ordnade efter vikt:
- Tsar Kolokol i Kreml i Moskva och ett flertal ryska klockor som väger över 13, 20, 40 och 60 ton.
- Mingunklockan i Myanmar
- Järn- och bronsklockorna i Peking (se Trum- och klocktornen i Peking)
- Stora tempelklockor i Osaka och Kyoto i Japan
- Gotemba-klockan i Japan, världens för närvarande största svingande klocka
- Millennium Bell eller World Peace Bell i Kentucky USA
- Sankt Petersglocke i Kölnerdomen, världens största klocka som svingas på rak klockstock och världens största svingande kyrkklocka
- Kung Seongdeoks klocka i Sydkorea
- Pummerin i Stefansdomen i Wien
- Big Ben, slagklocka för tornuret i Westminsterpalatset (parlamentshuset) i London
- Kyrkklockan Emmanuel i Notre-Dame de Paris
- Storan, storklockan i Uppsala domkyrka

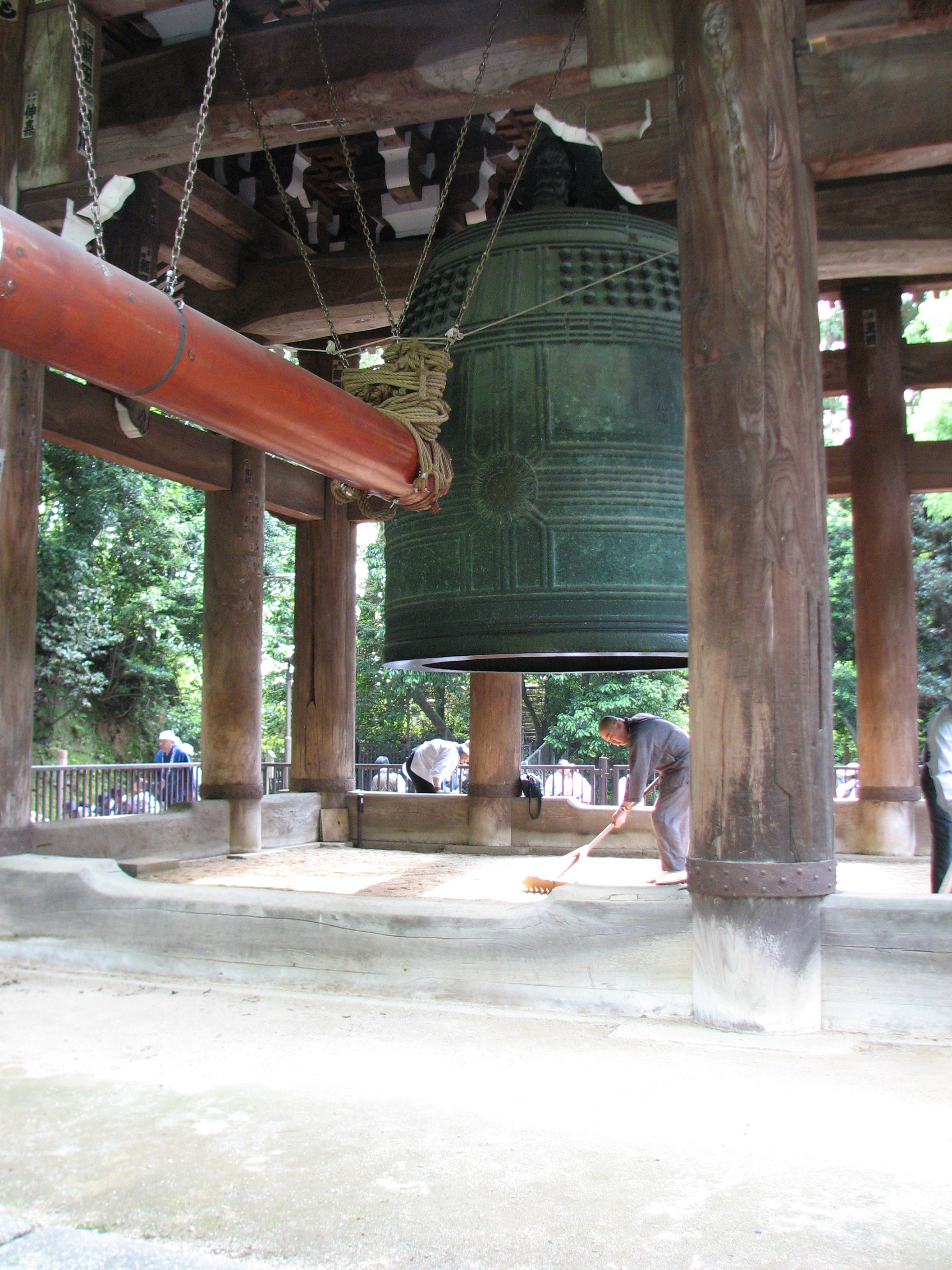
Den stora Chionin-klockan i Kyoto, Japan. Klockans storlek är tydlig om man jämför med mannen under klockan på bilden
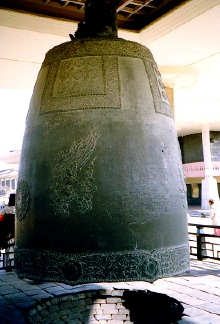
Kung Seongdeoks klocka i Sydkorea
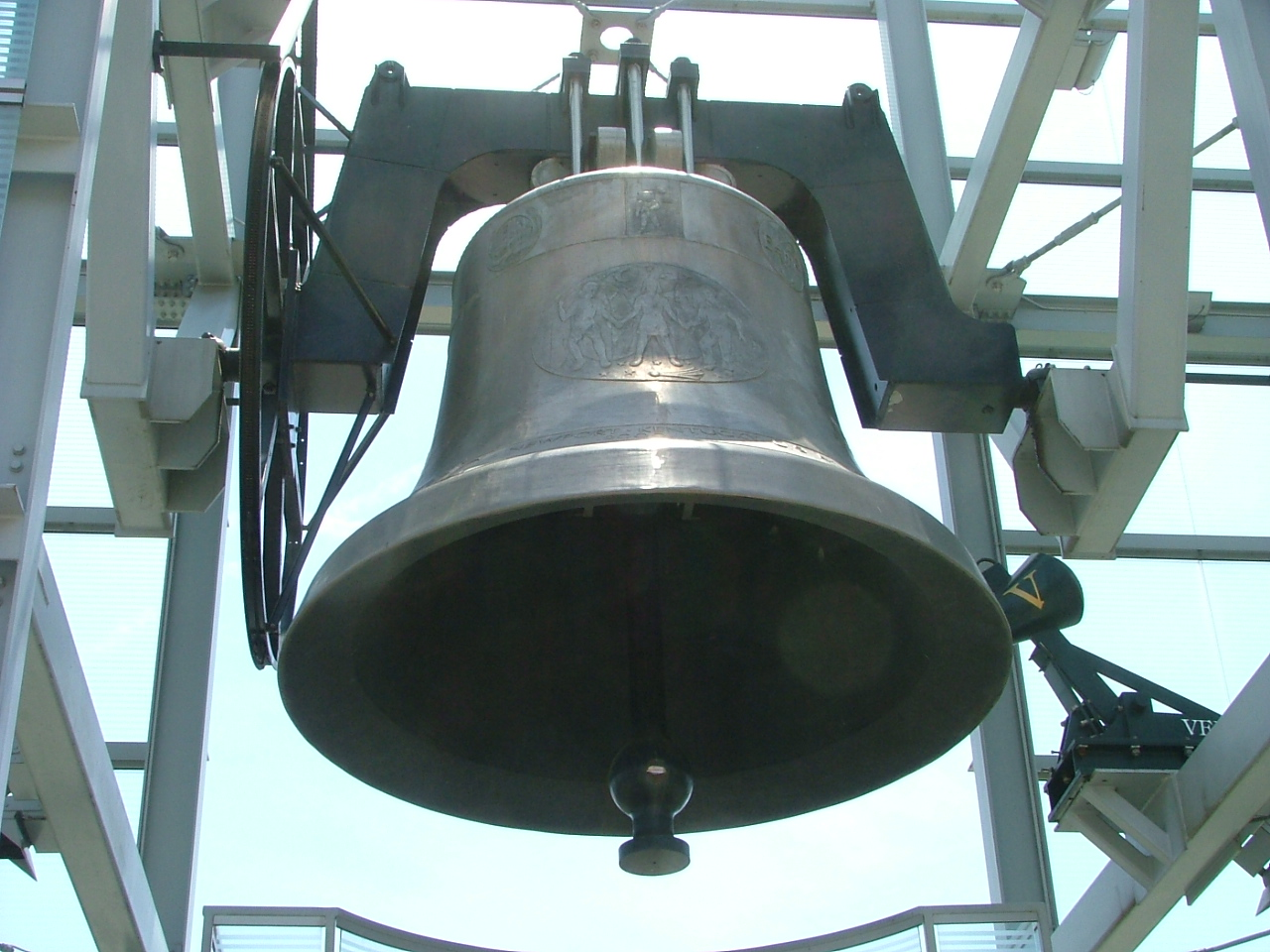
Monument Millennium Bell eller World Peace Bell I Kentucky
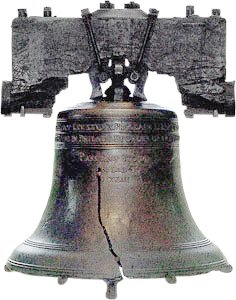
Liberty Bell i Philadelphia, Pennsylvania